# Lamezia novello
Il Lamezia novello è un vino DOC la cui produzione è consentita nella provincia di Catanzaro.

## Caratteristiche organolettiche
- colore: cerasuolo più o meno intenso, tendente al rubino carico con l'invecchiamento
- odore: gradevole, delicatamente vinoso, talvolta fruttato
- sapore: asciutto, di giusto corpo, armonico, talvolta morbido

## Produzione
Provincia, stagione, volume in ettolitri
- nessun dato disponibile